# Kanton Sarrebourg
Der Kanton Sarrebourg (deutsch Kanton Saarburg) ist seit 1790 eine Untergliederung des Arrondissements Sarrebourg-Château-Salins im Département Moselle in der Region Grand Est (bis 2015 Lothringen) in Frankreich. Sein Hauptort ist Sarrebourg.

## Geschichte
Der Kanton wurde am 15. Februar 1790 im Zuge der Einrichtung der Départements als Teil des damaligen „Distrikts Sarrebourg“ gegründet. 1801 kam er zum neuen Arrondissement Sarrebourg. Bis 1871 gehörte er zum Département Meurthe. Von 1871 bis 1919 sowie von 1940 bis 1944 gab es keine weitere Untergliederung des damaligen „Kreises Saarburg“. Bis 2015 gehörten 23 Gemeinden zum Kanton Sarrebourg. Mit der Neuordnung der Kantone in Frankreich stieg die Zahl der Gemeinden 2015 auf 46. Doch wechselten 2015 nicht weniger als 12 der bisherigen 23 Gemeinden zum Kanton Phalsbourg. Zu den verbleibenden 11 Gemeinden kamen alle 21 Gemeinden des bisherigen Kantons Fénétrange und alle 14 Gemeinden des bisherigen Kantons Réchicourt-le-Château hinzu.

## Geografie
Der Kanton liegt im Südosten des Départements Moselle.

## Gemeinden
Der Kanton besteht aus 46 Gemeinden mit insgesamt 30.053 Einwohnern (Stand: 1. Januar 2022) auf einer Gesamtfläche von 490,79 km²:
| Gemeinde                 | Mundart Patois           | Deutsch                     | Einwohner (2022) | Fläche (km²) | Code postal | Code Insee |
| ------------------------ | ------------------------ | --------------------------- | ---------------- | ------------ | ----------- | ---------- |
| Assenoncourt             | Essestroff               | Essesdorf                   | 114              | 16,69        | 57260       | 57035      |
| Avricourt                | Avrico                   | Deutsch-Avricourt/Elfringen | 578              | 10,32        | 57810       | 57042      |
| Azoudange                | Azoudoche                | Anslingen                   | 101              | 15,73        | 57810       | 57044      |
| Bébing                   | –                        | Bebing                      | 189              | 9,57         | 57830       | 57056      |
| Belles-Forêts            | –                        | –                           | 231              | 26,57        | 57930       | 57086      |
| Berthelming              | Berthelmingen            | Berthelmingen               | 508              | 10,67        | 57930       | 57066      |
| Bettborn                 | Bettborn                 | Bettborn                    | 397              | 6,57         | 57930       | 57071      |
| Bickenholtz              | Bickeholz                | Bickenholz                  | 85               | 2,46         | 57635       | 57080      |
| Buhl-Lorraine            | Bühl                     | Bühl                        | 1.191            | 11,2         | 57400       | 57119      |
| Desseling                | Desselé                  | Disselingen                 | 99               | 5,05         | 57260       | 57173      |
| Diane-Capelle            | Compe                    | Kappel/Dianenkappel         | 244              | 6,07         | 57830       | 57175      |
| Dolving                  | Dolwing                  | Dolvingen                   | 341              | 6,66         | 57400       | 57180      |
| Fénétrange               | Finschtinge              | Finstingen                  | 648              | 14,49        | 57930       | 57210      |
| Fleisheim                | Fleisheim                | Fleisheim                   | 138              | 4,11         | 57635       | 57216      |
| Foulcrey                 | Foulerey                 | Folkringen                  | 157              | 12,34        | 57830       | 57229      |
| Fribourg                 | Fribo                    | Freiburg                    | 163              | 17,42        | 57810       | 57241      |
| Gondrexange              | Gondreuhonche            | Gunderchingen               | 504              | 22,88        | 57815       | 57253      |
| Gosselming               | Gosselming               | Gosselmingen                | 571              | 10,15        | 57930       | 57255      |
| Guermange                | Guérmanje                | Germingen                   | 93               | 17,64        | 57260       | 57272      |
| Haut-Clocher             | Zittersdorf              | Zittersdorf                 | 349              | 11,44        | 57400       | 57304      |
| Hellering-lès-Fénétrange | Helleringen              | Helleringen                 | 188              | 4,05         | 57930       | 57310      |
| Hertzing                 | Herzing                  | Herzing                     | 178              | 1,54         | 57830       | 57320      |
| Hilbesheim               | Hilshum                  | Hilbesheim                  | 615              | 7,52         | 57400       | 57324      |
| Hommarting               | Hummeding                | Hommartingen                | 831              | 10,19        | 57405       | 57333      |
| Ibigny                   | Ibgneu                   | Ibingen                     | 90               | 4,77         | 57830       | 57342      |
| Imling                   | Emling                   | Imlingen                    | 702              | 6,11         | 57400       | 57344      |
| Kerprich-aux-Bois        | Kierpi                   | Kirchberg am Wald           | 192              | 6,45         | 57830       | 57362      |
| Langatte                 | Langd                    | Langd                       | 629              | 12,97        | 57400       | 57382      |
| Languimberg              | Languimberg              | Langenberg                  | 159              | 18,38        | 57810       | 57383      |
| Mittersheim              | Mittesch                 | Mittersheim                 | 579              | 16,77        | 57930       | 57469      |
| Moussey                  | –                        | Mulsach                     | 567              | 7,89         | 57770       | 57488      |
| Niederstinzel            | Nidderstinzle            | Niederstinzel               | 236              | 12,96        | 57930       | 57506      |
| Oberstinzel              | Oberstinzel              | Oberstinzel                 | 320              | 5,07         | 57930       | 57518      |
| Postroff                 | Boschtroff               | Postdorf                    | 198              | 5            | 57930       | 57551      |
| Réchicourt-le-Château    | Rchico                   | Rixingen                    | 555              | 24,14        | 57810       | 57564      |
| Réding                   | Rieding                  | Rieding                     | 2.307            | 11,61        | 57445       | 57566      |
| Rhodes                   | –                        | Rodt                        | 124              | 11,39        | 57810       | 57579      |
| Richeval                 | Rougeri                  | Reichental                  | 115              | 4,92         | 57830       | 57583      |
| Romelfing                | Romelfing                | Rommelfingen                | 334              | 10,69        | 57930       | 57592      |
| Saint-Georges            | Saint Jouonh             | Sankt Georg                 | 192              | 8,1          | 57830       | 57611      |
| Saint-Jean-de-Bassel     | Sankt Johann von Bassel  | Sankt Johann von Bassel     | 319              | 10,05        | 57930       | 57613      |
| Sarraltroff              | Saaraltroff              | Saaraltdorf                 | 791              | 11,97        | 57400       | 57629      |
| Sarrebourg               | Saarbuerj/Sonlbo/Sallebo | Saarburg                    | 12.274           | 16,4         | 57400       | 57630      |
| Schalbach                | Scholboch                | Schalbach                   | 378              | 12,58        | 57370       | 57635      |
| Veckersviller            | Weckerschwiller          | Weckersweiler               | 230              | 4,79         | 57370       | 57703      |
| Vieux-Lixheim            | Altlixheim               | Altlixheim                  | 249              | 6,45         | 57635       | 57713      |
| Kanton Sarrebourg        | Saarbuerj/Sonlbo/Sallebo | Saarburg                    | 30.053           | 490,79       | -           | -          |

Bis zur landesweiten Neuordnung der französischen Kantone im März 2015 gehörten zum Kanton Sarrebourg aus den 23 Gemeinden Barchain, Bébing, Brouderdorff, Buhl-Lorraine, Diane-Capelle, Harreberg, Hartzviller, Haut-Clocher, Hesse, Hommarting, Hommert, Imling, Kerprich-aux-Bois, Langatte, Niderviller, Plaine-de-Walsch, Réding, Rhodes, Sarrebourg (Hauptort), Schneckenbusch, Troisfontaines, Walscheid und Xouaxange. Sein Zuschnitt entsprach einer Fläche von 220,91 km2. Er besaß vor 2015 einen anderen INSEE-Code als heute, nämlich 5729.

## Bevölkerungsentwicklung des alten Kantons
| 1962   | 1968   | 1975   | 1982   | 1990   | 1999   | 2006   | 2012   |
| ------ | ------ | ------ | ------ | ------ | ------ | ------ | ------ |
| 23.155 | 23.919 | 25.757 | 26.347 | 27.073 | 27.487 | 27.579 | 27.877 |

## Politik
Im 1. Wahlgang am 22. März 2015 erreichte keines der vier Kandidatenpaare die absolute Mehrheit. Bei der Stichwahl am 29. März 2015 gewann das Gespann Christine Herzog/Bernard Simon (beide DVD) gegen Martine Peltre/Camille Zieger (beide UMP) und Nadine Malasse/Stéphane Pierre (beide FN) mit einem Stimmenanteil von 36,55 % (Wahlbeteiligung:54,36 %).
Seit 1945 hatte der Kanton folgende Abgeordnete im Rat des Départements:
| Vertreter im conseil général (1) des Départements | Vertreter im conseil général (1) des Départements | Vertreter im conseil général (1) des Départements |
| Amtszeit                                          | Name                                              | Partei                                            |
| ------------------------------------------------- | ------------------------------------------------- | ------------------------------------------------- |
| 1945–1962                                         | Ottmar Hansch                                     | RPF, danach UNR                                   |
| 1962–1967                                         | Henri Karcher                                     | UNR                                               |
| 1967–1973                                         | André Vataux                                      | DVD                                               |
| 1973–1998                                         | Aloyse Warhouver                                  | DVD, danach UDF-CDS und DVG                       |
| 1998–2002                                         | Alain Marty                                       | RPR                                               |
| 2002–2015                                         | Jean-Pierre Spreng                                | UMP                                               |
| 2015–                                             | Christine Herzog Bernard Simon                    | DVD                                               |

(1) seit 2015 Departementrat